# Barreira (Funchal)
Barreira é um sítio povoado da freguesia de Santo António, concelho do Funchal, Ilha da Madeira.
O nome do sítio deriva de um bardo ou barreira, tapume feito de estacas e ramos de árvores destinado a impedir que o gado que pastava livremente nas serras e baldios descesse ao povoado e terras cultivadas, o que se justifica por ser este um dos sítios mais próximos das montanhas que limitam esta freguesia.